# Фонтан Брабо

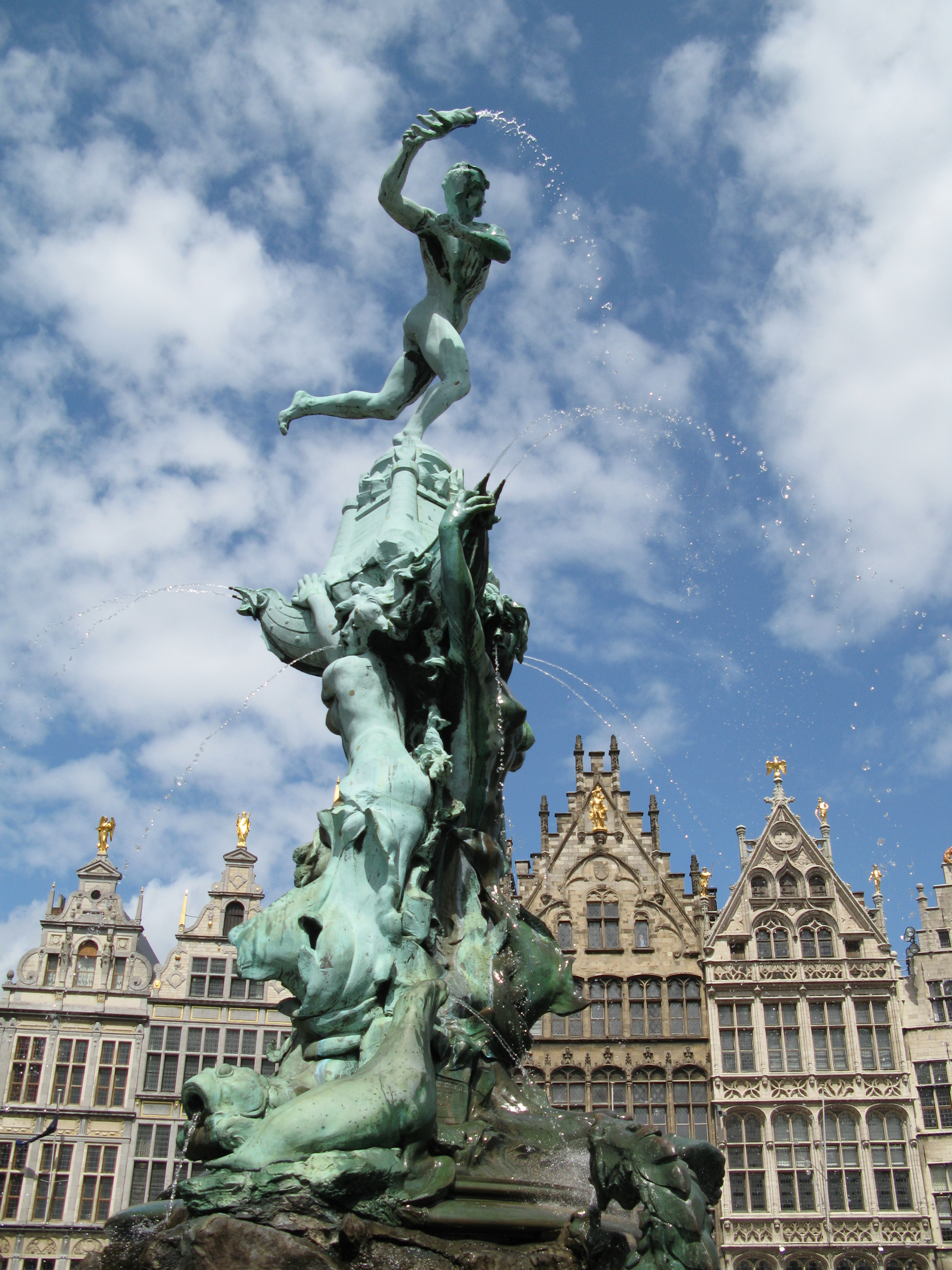
Ск. Жозеф Ламбо́.Фонтан Брабо

51°13′17″ пн. ш. 4°23′57″ сх. д. / 51.22139° пн. ш. 4.39917° сх. д.
Фонтан Брабо — фонтан, що встановлений на площі перед ратушою міста Антверпен (скульптор Жозеф Ламбо́).
Фонтан — не що інше, як ілюстрація до місцевої легенди про міфічного злодія та героя, що його переміг. Велетень-злодій Антигон оселився в дельті річки і заважав купецьким човнам, які везли харчі і товари римлянам. Саме їм в ті часи належали землі Фландрії. Герой, римський вояк легіонер на ім'я Сільвіус Брабо, покарав злодія та убив його. А як знак перемоги — відрубав велетню руку та викинув її в річку.
Момент перемоги легіонера та викидання ним відрубаної руки і зафіксував фонтан. З обрубку руки велетня, що тримає Сільвіус Брабо, тече вода, коли працює фонтан.
Його створив у 1887 р. скульптор Жозеф Ламбо (Jef Lambeaux) в звичній для монументів кінця 19 століття бравурній, пафосній манері.
Фонтан Брабо прикрашає площу Гроте Маркт. Поряд розташована Антверпенська ратуша.

## Галерея

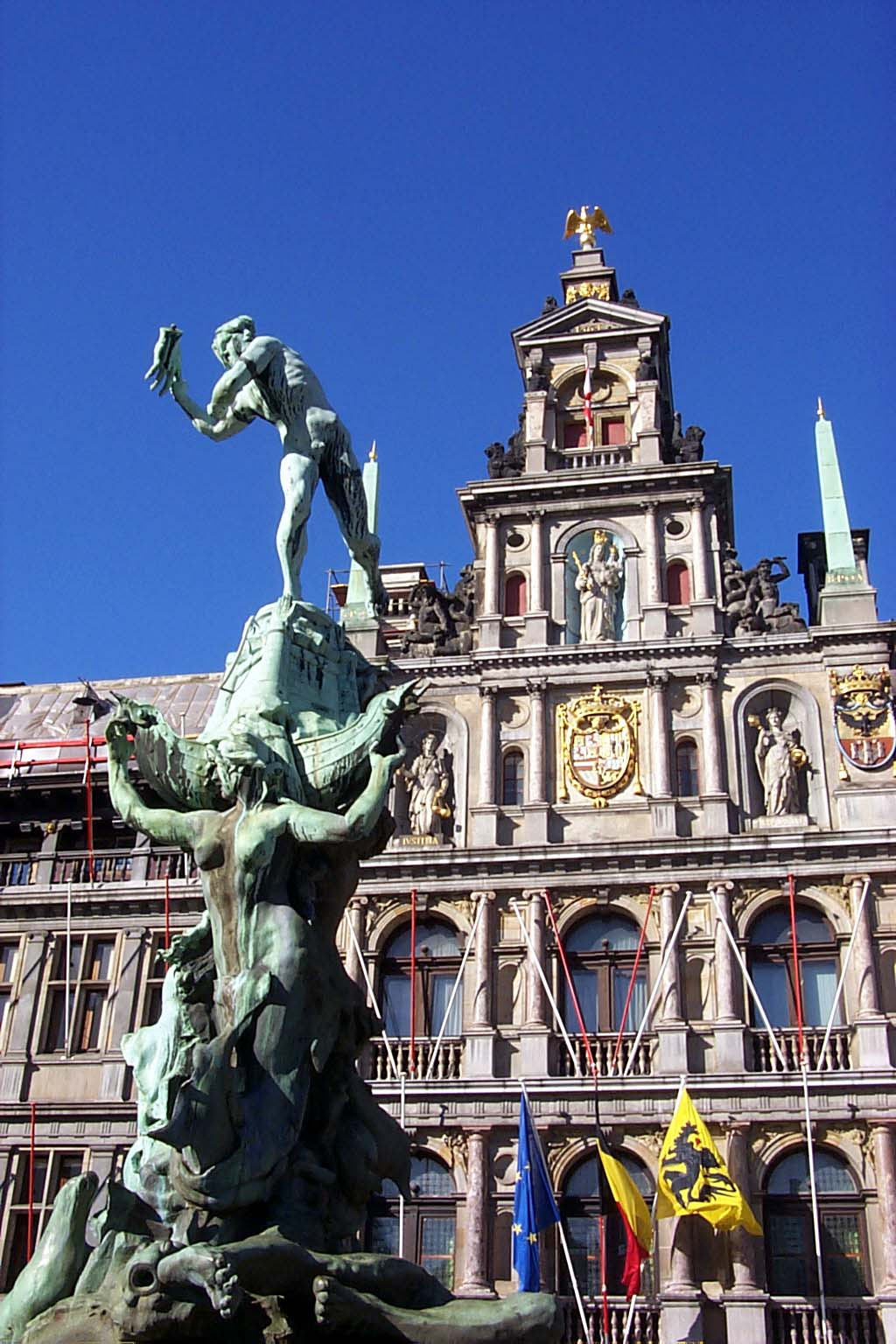
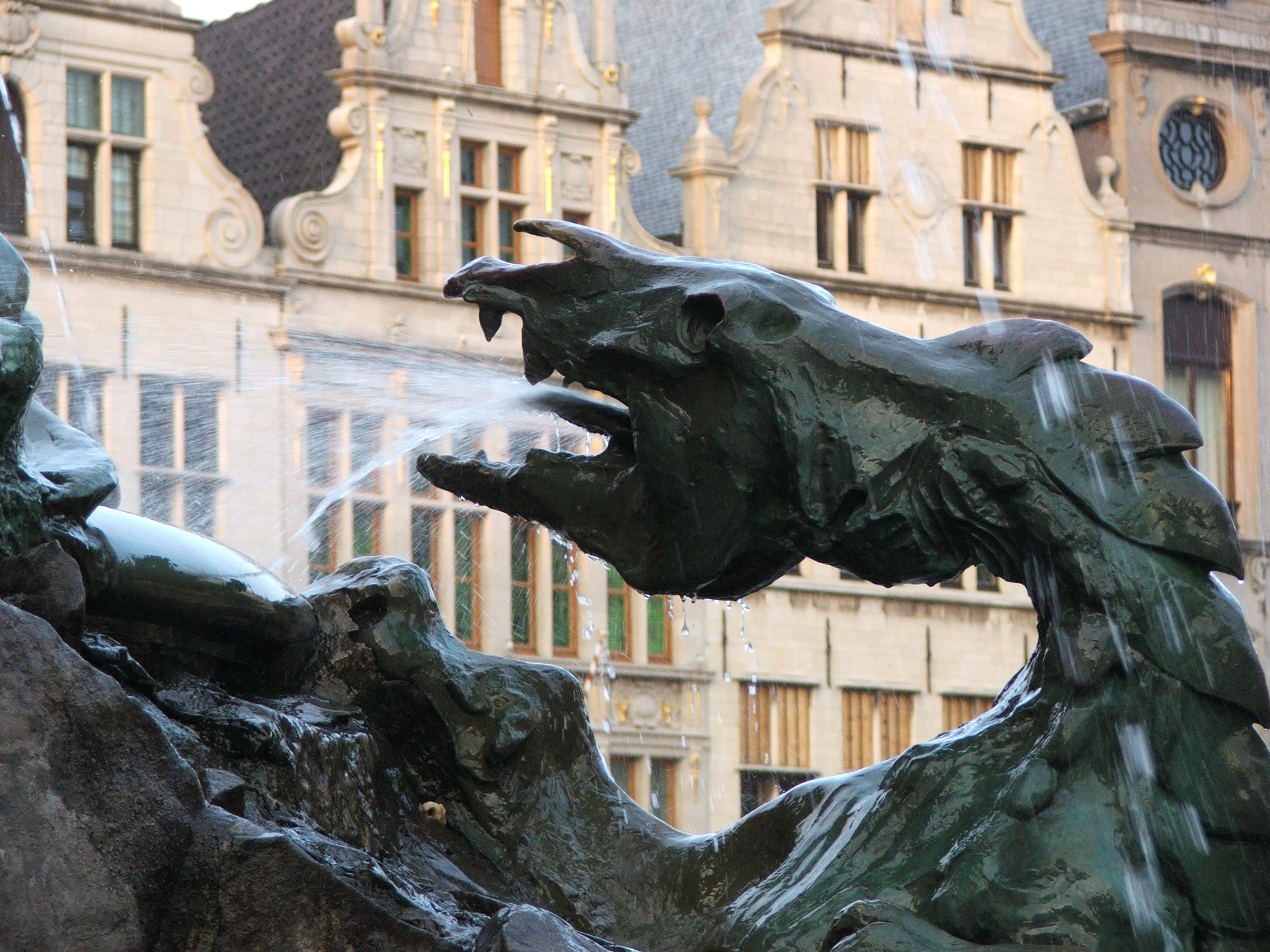
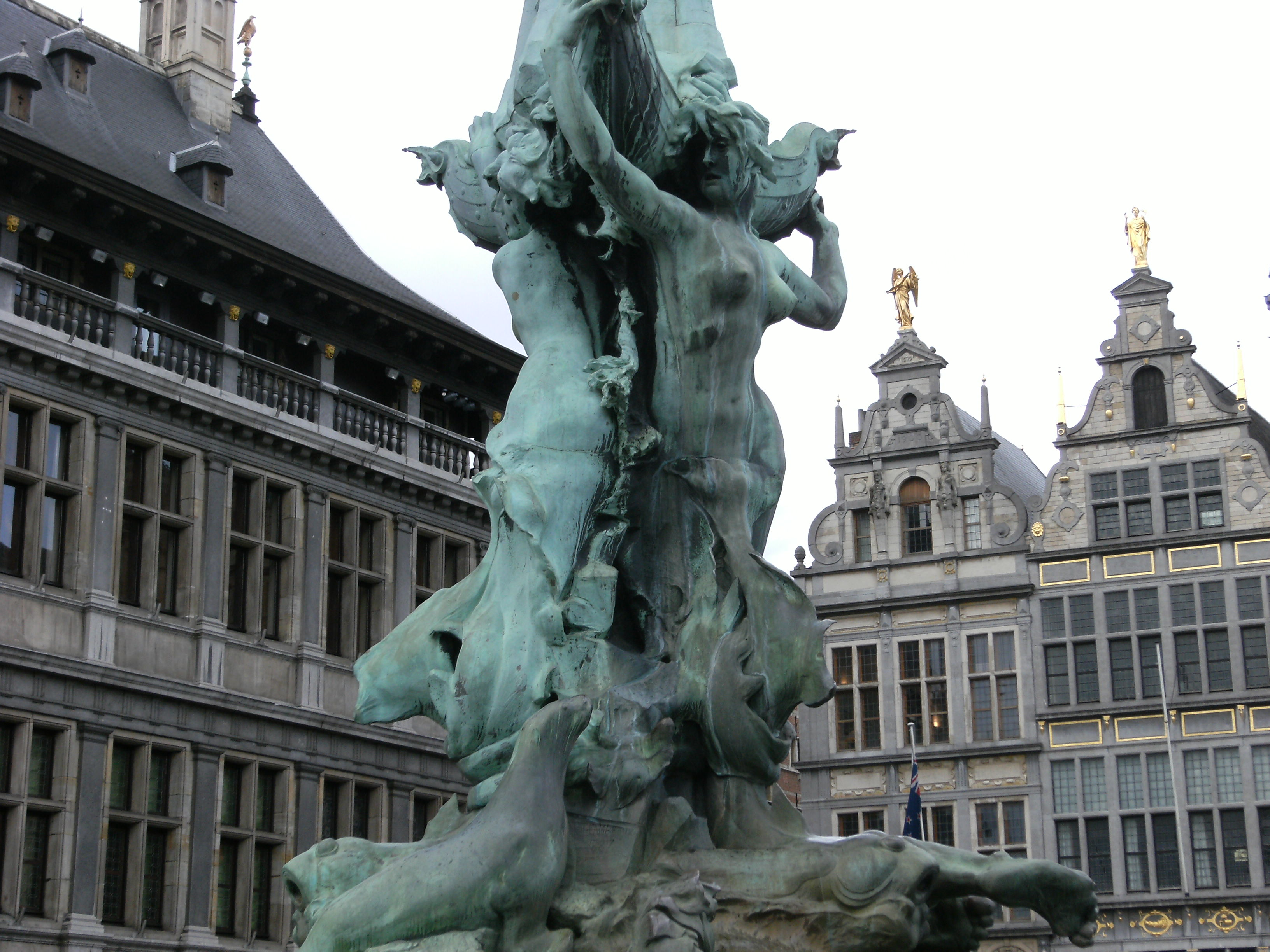
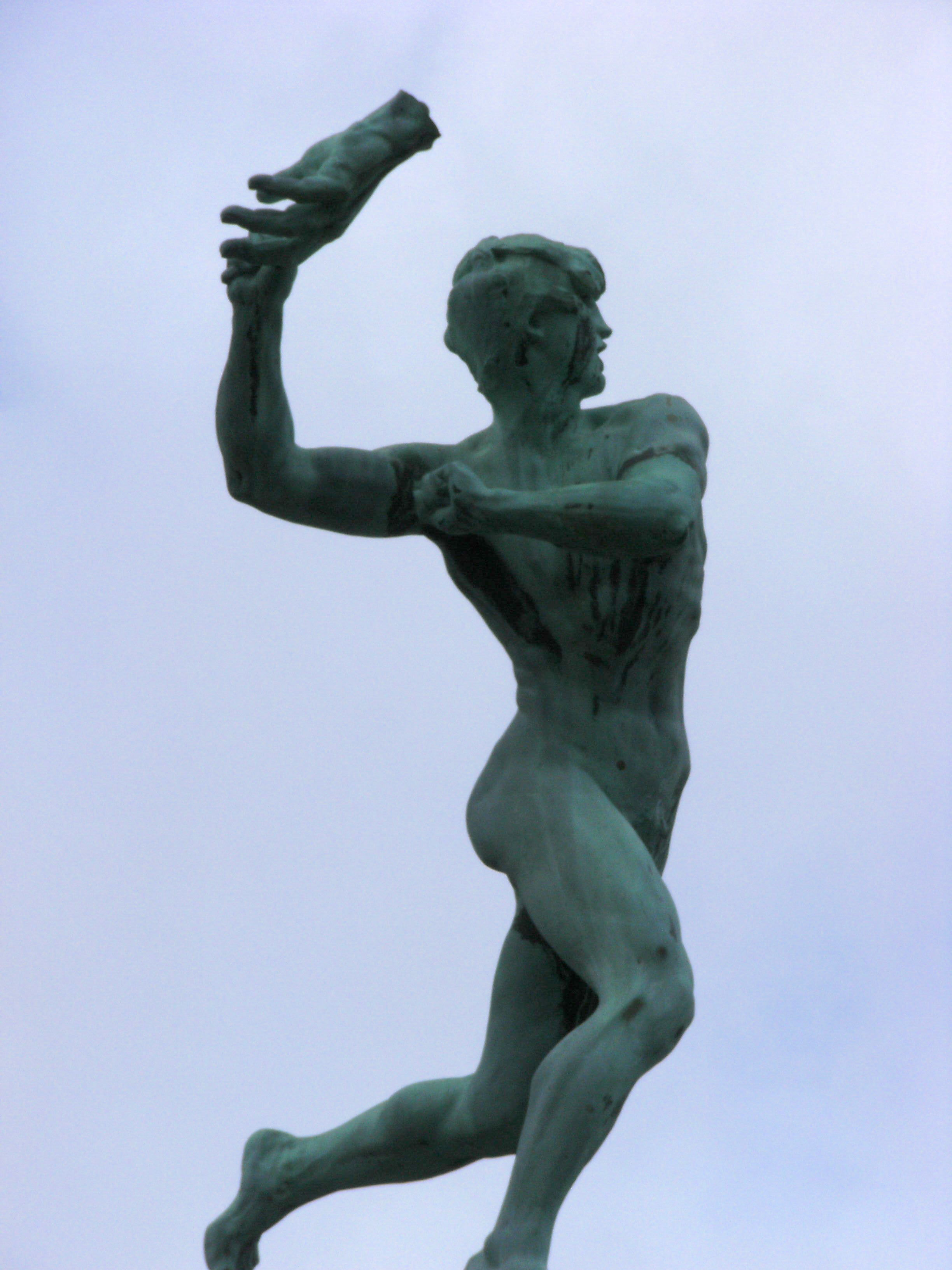